# Fara v Chroustovicích
Jednopatrová barokní farní budova se od roku 1783 nalézá vedle kostela svatého Jakuba Většího v centru městyse Chroustovice v okrese Chrudim. Budova fary je spolu s ohradní zdí s branou chráněna od 1. října 1996 jako nemovitá kulturní památka ČR.

## Historie
Fara byla původně dřevěné stavení, vystavěné roku 1660 na místě dřívější utrakvistické fary. Roku 1783 byla postavena nynější farní budova, a to hlavně nákladem Filipa Kinského.

## Popis
Jednopatrová barokní budova fary s průčelím zdobeným rokokovou plastikou svatého Jana Nepomuckého se nalézá v centru městyse Chroustovice. Vpravo od průčelí farní budovy se nalézá ohradní zeď s půlkruhovou branou s nízkým trojúhelným frontonem a dřevěnými vraty. Dále vpravo se nalézá štítově orientovaná hospodářská budova. 
Okrově zbarvená fasáda jednopatrové farní budovy je členěna v šesti osách obdélnými dvoukřídlými okny opatřenými šedými šambránami. Okna v přízemí jsou opatřena ozdobnými kovanými mřížemi. 
Budova má předsunutý vstupní středový rizalit s dvěma okenními osami. V přízemí vstupního rizalitu byly původně dva vchody, ze kterých se dochovaly obdélné portály. Jeden vstup byl však v minulosti částečně zazděn a přeměněn v okno. 
Rizalit je zakončen trojúhelníkovitým štítem ozdobeným ve středu reliéfním sdruženým znakem Kinských, obklopeným štukovou výzdobou s motivem dubových větévek.
V úrovni 1. patra rizalitu je mezi okny umístěna nika s polychromovanou plastikou svatého Jana Nepomuckého držícího krucifix v pravé ruce a palmovou ratolest v levé ruce. Pod nikou vystupuje ze zdi železný kovaný nástavec s lucernou. 
Střecha fary je valbová, krytá bobrovkami.